# Ulf Reinius
Ulf Elis Axel Reinius, född 8 juli 1918 i Engelbrekts församling i Stockholms stad, död 30 januari 1985 i Västerleds församling i Stockholm, var en svensk militär.

## Biografi
Ulf Reinius avlade studentexamen i Stockholm 1936 och blev samma år sjökadett, varefter han deltog i sjöexpeditioner med flygplanskryssaren Gotland 1936–1937, med pansarskeppet Manligheten och torpedkryssaren Örnen 1937, med pansarskeppet Drottning Victoria och torpedkryssaren Jacob Bagge 1938 samt med flygplanskryssaren Gotland och torpedkryssaren Örnen 1939. Han avlade sjöofficersexamen vid Sjökrigsskolan 1939 och utnämndes samma år till fänrik i flottan, där han befordrades till löjtnant 1941. År 1941 genomgick han torpedutbildning, varefter han 1941–1942 genomgick officerskurser inom förbindelseväsen, motortorpedbåt och hydrofon. Hans sjökommenderingar de följande åren ägde till största delen rum inom torpedbåtsvapnet, där han blev chef för 2. torpedbåtsdivisionen 1944 och var chef för 4. torpedbåtsdivisionen under 1946 och 1948. Han gick Stabskursen vid Sjökrigshögskolan 1946–1947 och Förbindelsekursen där 1947–1948, befordrades till kapten 1947, tjänstgjorde vid Marinstaben 1948–1951, var fartygschef på jagaren Norrköping 1952 och var lärare vid Sjökrigshögskolan 1952–1955. Han befordrades till kommendörkapten av andra graden 1956, var marinattaché vid ambassaden i Moskva 1956–1958, var chef för 11. motorbåtsdivisionen 1958–1960, befordrades till kommendörkapten av första graden 1960, var stabschef vid Marinkommando Syd 1961–1965 och studerade vid Försvarshögskolan 1965. Han befordrades till kommendör 1965, var marinattaché vid ambassaderna i London och Haag 1965–1969, var chef för Marinlinjen vid Militärhögskolan 1969–1970 och var stabschef vid Militärhögskolan 1970–1971. Han var expert i nedrustningsfrågor i Genève (med placering vid Försvarsstaben) 1971–1978 och vid Europeiska säkerhetskonferensen 1973–1975, 1977–1978 och 1980–1981. Reinus var därefter militär expert vid Stockholms internationella fredsforskningsinstitut från 1978 till sin död 1985.
Ulf Reinius invaldes som ledamot av Kungliga Örlogsmannasällskapet 1960 och var sällskapets sekreterare 1961–1964.
Ulf Reinius var son till bankkamrer Axel Reinius och Gunhilde Larsen. Han gifte sig 1949 med Britt Berns (1922–2008). Makarna Reinus är begravda på Galärvarvskyrkogården i Stockholm.

### Utmärkelser
- Riddare av första klassen av Svärdsorden, 1957.[9]
- Kommendör av Svärdsorden, 1971.[10]
- Kommendör av första klassen av Svärdsorden, 1974.[11]